# Leptodactylus plaumanni
Espèce
Synonymes
- Leptodactylus geminus Barrio, 1973

Statut de conservation UICN

 LC  : Préoccupation mineure
Leptodactylus plaumanni est une espèce d'amphibiens de la famille des Leptodactylidae.

## Répartition
Cette espèce se rencontre de 400 à 1 200 m d'altitude, :
- au Brésil dans les États du Rio Grande do Sul, de Santa Catarina et du Paraná ;
- en Argentine dans la province de Misiones.

## Étymologie
Cette espèce est nommée en l'honneur de Fritz Plaumann.

## Publication originale
- Ahl, 1936 : Zwei neue Froscharten der Gattung Leptodactylus aus Südamerika. Veröffentlichungen aus dem Deutschen Kolonial- und Übersee Museum in Bremen, vol. 1, p. 389-392.